# Suzette Lee
Pour les articles homonymes, voir Lee.
Suzette Lee, née le 6 mars 1975 à Houston, est une ancienne athlète jamaïcaine, spécialiste du saut en longueur et du triple saut.
En juillet 2005, elle a été convaincue de dopage au salbutamol. Elle a reçu un avertissement sans suspension. Néanmoins, elle n'est plus apparue à des compétitions internationales depuis 2005.

## Palmarès

### Jeux olympiques d'été
- Jeux olympiques d'été de 1996 à Atlanta ( États-Unis)
  - éliminée en qualifications du triple saut

### Championnats du monde d'athlétisme
- Championnats du monde d'athlétisme de 1997 à Athènes ( Grèce)
  - éliminée en qualifications du triple saut
- Championnats du monde d'athlétisme de 2003 à Paris ( France)
  - éliminée en qualifications du triple saut

### Championnats du monde junior d'athlétisme
- Championnats du monde junior d'athlétisme de 1992 à Séoul ( Corée du Sud)
  - 7e au triple saut
- Championnats du monde junior d'athlétisme de 1994 à Lisbonne ( Portugal)
  - 4e au triple saut

### Jeux panaméricains
- Jeux Panaméricains de 1999 à Winnipeg ( Canada)
  -  Médaille d'argent en triple saut
- Jeux Panaméricains de 2003 à Saint-Domingue ( République dominicaine)
  - 4e en triple saut

### Jeux du Commonwealth
- Jeux du Commonwealth de 1994 à Victoria ( Canada)
  - éliminée en qualifications du saut en longueur

### Jeux d'Amérique centrale et des Caraïbes
- Jeux d'Amérique centrale et des Caraïbes de 1993 à Ponce ( Porto Rico)
  -  Médaille en saut en longueur
  -  Médaille en triple saut
- Jeux d'Amérique centrale et des Caraïbes de 1998 à Maracaibo ( Venezuela)
  -  Médaille d'argent en triple saut

## Records personnels
- 6,30 m en saut en longueur en 1998
- 14,16 m en triple saut en avril 2005 à Bâton-Rouge

## Sources
- (en) Cet article est partiellement ou en totalité issu de l’article de Wikipédia en anglais intitulé « Suzette Lee » (voir la liste des auteurs).